# Comité van aanbeveling
Een comité van aanbeveling is een door een stichting of vereniging met een ideëel doel verzamelde groep personen van aanzien die zich onbezoldigd en vertrouwelijk verbinden om de goede naam van een organisatie te garanderen. Daartoe onderschrijft en draagt het comité de doelstellingen van de organisatie publiekelijk uit, werft het in de eigen netwerken en daarbuiten sympathisanten (waaronder donateurs) en aspirant-bestuursleden aan die op grond van inhoudelijke en/of bestuurlijke competenties gezocht en beoordeeld worden, en organiseert het een netwerk waaruit geput kan worden voor pro-Deo-diensten als lezingen, of om vertrouwelijke adviezen in te winnen.
Leden van het comité hebben geen statutair vastgelegde bestuurlijke rechten ten opzichte van de organisatie. Het lidmaatschap geldt als een erefunctie, waarvoor tevens opgaat dat noblesse oblige: het verplicht tot het verrichten van goede daden.